# Rüppellfuchs
Der Rüppellfuchs oder Sandfuchs (Vulpes rueppellii) ist eine Art der Echten Füchse (Vulpini) innerhalb der Hunde (Canidae). Er lebt in den Wüsten- und Halbwüstengebieten Nordafrikas, der Arabischen Halbinsel und Vorderasiens. Wie die meisten Füchse ist auch der Rüppellfuchs in erster Linie ein Fleischfresser, wobei er sich vor allem von Insekten und kleinen Säugetieren ernährt. Das Art-Epithet ehrt den deutschen Naturwissenschaftler und Afrikaforscher Eduard Rüppell.
Gesicherte Angaben zur Bestandsgröße oder zur Bestandsentwicklung gibt es nicht und auch über die Lebensweise liegen nur begrenzte Daten vor. Aufgrund des großen Verbreitungsgebietes und der derzeit fehlenden ernsthaften Gefährdungen stuft die International Union for Conservation of Nature and Natural Resources (IUCN) ihn trotz fehlender Informationen über seine Bestandsgröße als „nicht gefährdet“ (Least concern) ein.

## Merkmale

### Allgemeine Merkmale
Der Rüppellfuchs ist ein vergleichsweise kleiner Fuchs. Die Kopf-Rumpf-Länge beträgt 30 bis 40 Zentimeter, die Schwanzlänge etwa 30 Zentimeter und das Gewicht etwa 2 Kilogramm, wobei eine Spanne von 1,3 bis 2,2 Kilogramm dokumentiert ist. Die Hinterfußlänge beträgt durchschnittlich 100 bis 110 Millimeter, die Ohrlänge 94 bis 98 Millimeter. Die Schulterhöhe beträgt 30 bis 35 Zentimeter. Ein ausgeprägter Sexualdimorphismus existiert nicht, im Durchschnitt sind die Weibchen allerdings etwas kleiner als die Männchen.
Das helle und sehr dichte Fell ist oberseits durch zahlreiche weiße Haare silbergrau bis bräunlich, an den Seiten orange sandfarben oder beige und unterseits weißlich, es kommen auch sehr helle Exemplare vor. Im Winter bilden die Tiere zudem ein dichtes Unterfell. Auf dem Rücken befindet sich ein zimtfarbenes bis rotbraunes Band, das sich nach hinten verschmälert. Das Gesicht ist rotbraun gefärbt, die Lippen, Schnauzenseiten und die Kehle sind weiß. Charakteristisch ist ein dunkler Fleck an der Schnauzenseite, der sich bis zum Auge erstreckt. Die Vibrissen an der Schnauze sind gut ausgebildet und bis zu 70 Millimeter lang. Die auffällig großen Ohren sind an der Außenseite zimtfarben rotbraun und innen weiß. Die rotbraunen Beine sind vergleichsweise kurz und besitzen einzelne schwarze Haare, sie werden zu den Füßen hin heller bis weißlich und die Sohlen sind dicht mit langen, weichen Haaren besetzt, die die Ballen vollständig bedecken. Der etwa 30 Zentimeter lange und buschige Schwanz ist sandfarben und zeichnet sich durch eine weiße Schwanzspitze aus.

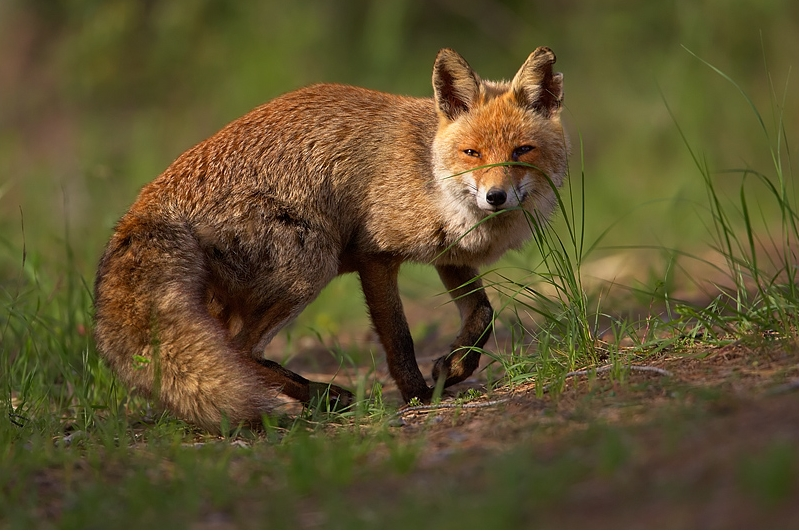
Der Rotfuchs ist der nächste Verwandte des Rüppellfuchses. Er ist größer und nicht so schlank gebaut wie dieser.

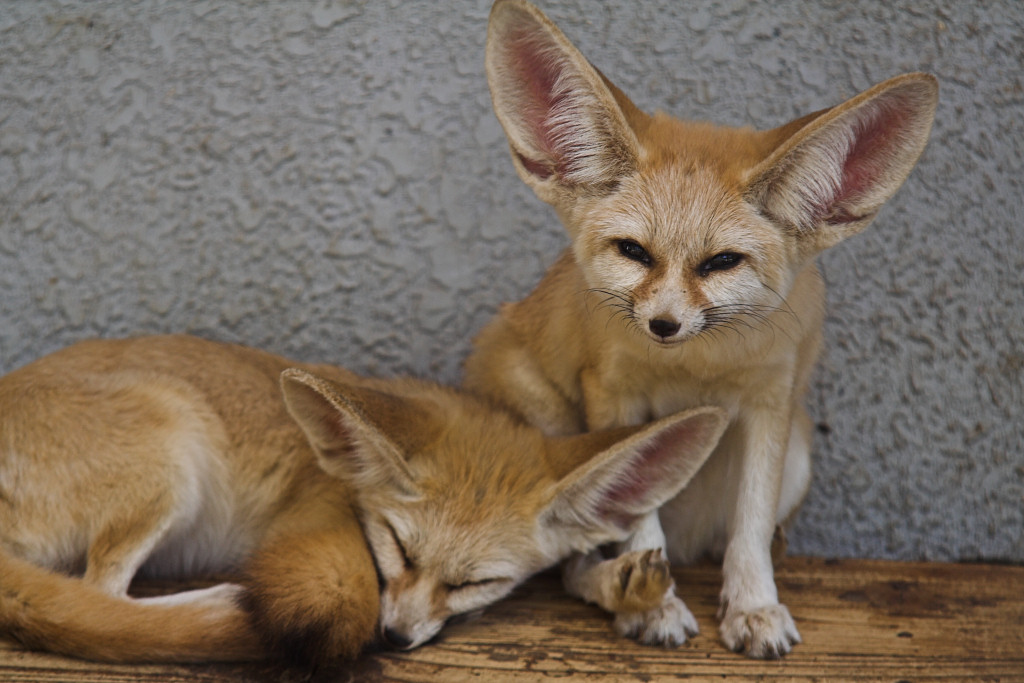
Der Fennek unterscheidet sich deutlich vom ausgewachsenen Rüppellfuchs, Jungtiere können jedoch mit diesem verwechselt werden.

Der Rüppellfuchs ist um einiges kleiner und schlanker als der bekanntere und nahe verwandte, teilweise im gleichen Gebiet vorkommende Rotfuchs (Vulpes vulpes). Auch unterscheidet er sich von diesem vor allem durch die größeren Ohren und die im Verhältnis längeren Beine. Der Rüppellfuchs hat ein feineres und weicheres Fell als der Rotfuchs; es ist von sandgrauer Farbe, das Fell des Rotfuchses ist dagegen immer rötlich und weist im Gegensatz zum Rüppellfuchs eine schwarze Schwanzspitze auf. Die Ohren sind auf der Rückseite ebenfalls schwarz statt zimtbraun. Von den anderen Füchsen der arabischen Wüstenregionen unterscheidet sich der Rüppellfuchs deutlich. Jungtiere werden jedoch häufig mit ausgewachsenen Fenneks (Vulpes zerda) verwechselt, mit denen sie sympatrisch vorkommen. Der ausgewachsene Rüppellfuchs ist dagegen sichtbar größer und schwerer und hat einen deutlich längeren Schwanz, der beim Rüppellfuchs etwa 70 Prozent und beim Fennek etwa 50 Prozent der Kopf-Rumpf-Länge entspricht. Die Ohren des Fenneks sind proportional größer; er hat ebenfalls eine schwarze Schwanzspitze. Dies trifft auch auf den Blassfuchs (Vulpes pallida) zu, der im Süden der Sahara sympatrisch mit dem Rüppellfuchs vorkommt und niemals eine weiße Schwanzspitze hat. Der Afghanfuchs (Vulpes cana) unterscheidet sich vom Rüppellfuchs vor allem durch seinen langen und buschigen Schwanz, der im Verhältnis zur Gesamtlänge bei dieser Art deutlich länger ist als beim Rüppellfuchs (um 6,8 Prozent), beim Rotfuchs (um 9,8 Prozent) und vor allem beim Fennek (um 22,5 Prozent). Die Länge der Hinterbeine des Afghanfuchses ist dagegen, verglichen mit der Beinlänge der anderen Arten, in Relation zur Körperlänge kürzer, die relative Ohrlänge liegt zwischen der des Rotfuchses und der Ohrlänge der anderen Arten.

### Schädel- und Skelettmerkmale
| 3 | · | 1 | · | 4 | · | 2 | = 42 |
| 3 | · | 1 | · | 4 | · | 3 | = 42 |

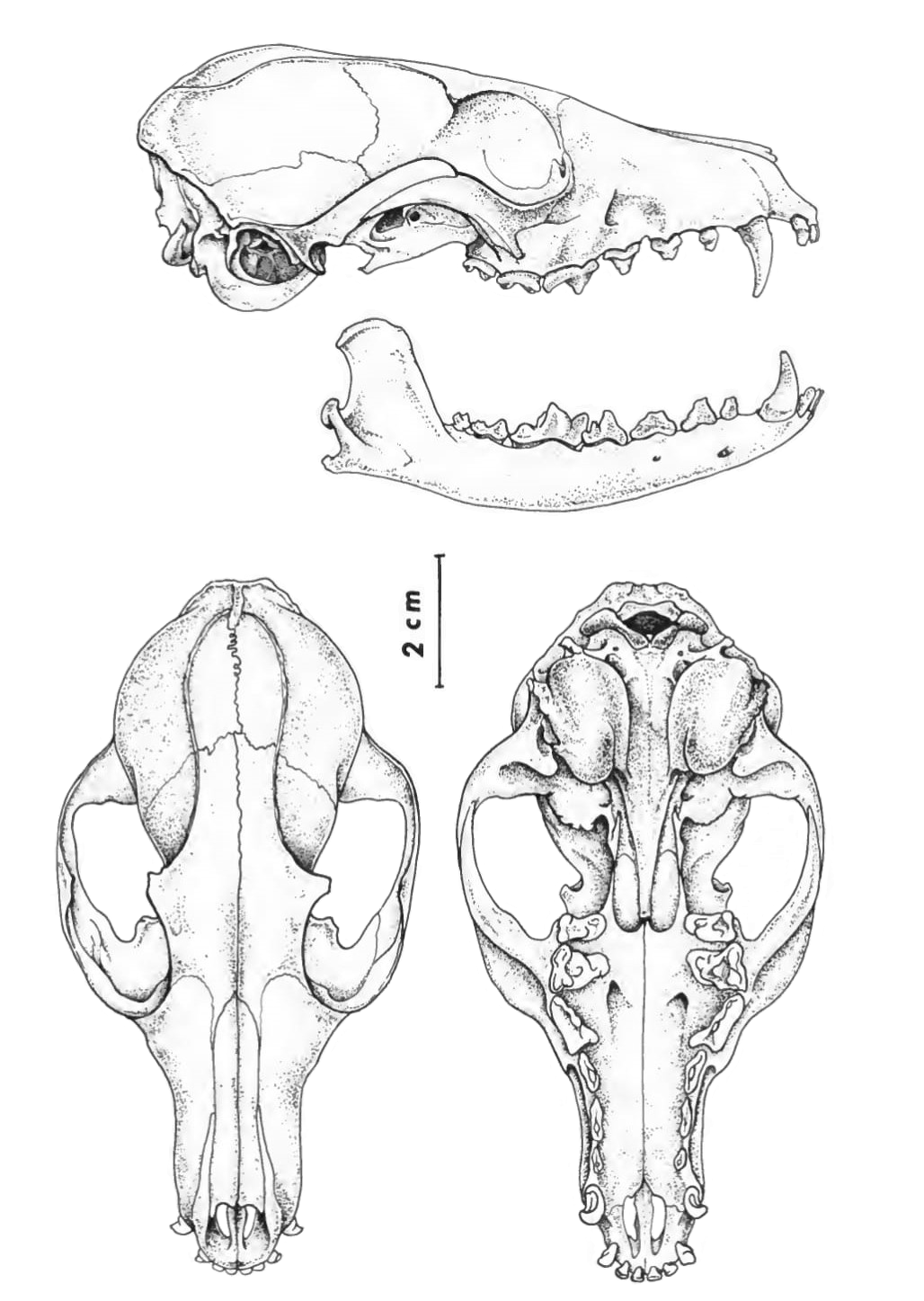
Schädel des Rüppellfuchses

Der Schädel ist klein und schmal und hat eine Basallänge von 100 bis 105 Millimetern sowie eine maximale Breite im Bereich der Jochbögen von 53 bis 56 Millimetern. Die Paukenhöhle (Bulla tympanica) ist gut ausgebildet, allerdings nicht so prominent wie beim Fennek. Die Nasenbeine sind kurz und in der Mitte leicht eingeschnürt, am vorderen Ende weisen sie leicht aufwärts. Auf dem Hirnschädel ist nur ein flacher Schädelkamm vorhanden. Der Fuchs besitzt drei Schneidezähne (Incisivi), einen Eckzahn (Caninus), vier Prämolare (Praemolares) und zwei Molare (Molares) in einer Oberkieferhälfte und drei Schneidezähne, einen Eckzahn, vier Prämolare und drei Molare in einer Unterkieferhälfte, insgesamt 42 Zähne. Der erste Molar ist, verglichen mit anderen Fuchsarten, deutlich kleiner.
Der Penisknochen (Baculum) ist sehr gerade ausgebildet und erreicht eine Länge von 40 Millimetern.

### Genetik
Der Rüppellfuchs hat einen einfachen Chromosomensatz (n) von 20 und einen diploiden Chromosomensatz von 40 Chromosomen in jeder Zelle. Das X-Chromosom ist metazentrisch und das Y-Chromosom sehr klein. Die Autosomen sind metazentrisch oder submetazentrisch, nur zwei Paare sind akrozentrisch. Dabei wird angenommen, dass sich das Genom beim gemeinsamen Vorfahren des Steppen- und des Tibetfuchses sowie des Rüppell- und des Rotfuchses durch Verschmelzungen aus einem ehemals mit 2n = 68 Chromosomen ausgestatteten Genom entwickelt hat, wobei die Art der Verschmelzung bei den verschiedenen Taxa und Arten unterschiedlich war. So wurde das Genom mehrerer Arten der Gattung Vulpes, die sich durch sehr unterschiedliche Chromosomenanzahlen auszeichnen, bei einer Arbeit von Graphodatsky und Kollegen 2008 untersucht. Im Ergebnis wurde eine ursprüngliche Anzahl von 2n = 78 Chromosomen bei den modernen Füchsen der Gattung Vulpes sowie anderer Gattungen der Hunde angenommen, die sich bei den unterschiedlichen Zweigen über mehrere Schritte zum Genom der rezenten Arten reduziert haben. Der gemeinsame Vorfahr der meisten Vulpes-Arten hatte demnach ein Genom von 2n = 68 Chromosomen, wobei der Fennek mit 2n = 64 Chromosomen die höchste Anzahl aufweist. Der Rotfuchs als Schwesterart des Rüppellfuchses (der selbst nicht in die Betrachtung aufgenommen wurde) besitzt einen Chromosomensatz von nur noch 2n = 38 Chromosomen.
Für verschiedene Gene und Genabschnitte sowohl der Kern-DNA wie auch der mitochondrialen DNA liegen Sequenzdaten vor, die vor allem für phylogenetische Analysen genutzt wurden. Dabei handelt es sich unter anderem um die Sequenzen des Cytochrom b sowie der Gene COI und COII, die alle aus der mitochondrialen DNA stammen und häufig als Standard für diese Analysen genutzt werden.

## Verbreitungsgebiet und Lebensraum

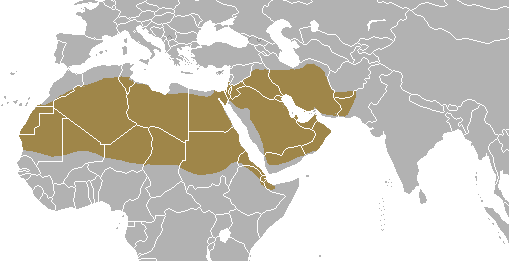
Verbreitungsgebiet des Rüppellfuchses

Das Verbreitungsgebiet des Rüppellfuchses umfasst die Wüstengebiete Nordafrikas und Vorderasiens von Marokko, Mauretanien und Mali im Westen über die Arabische Halbinsel bis hin zum Iranischen Hochland und bis in den Westen Pakistans und Afghanistans im Osten. Es liegt dabei in Afrika nördlich des 17. Breitengrads entlang der nördlichen Gebiete der Sahara bis in den Norden Somalias. Im Nahen Osten reicht es im Nordwesten bis nach Jordanien, den Irak und Israel und umfasst mit Ausnahme der Küstengebiete des Roten Meeres und der Höhenzüge die gesamte Arabische Halbinsel.
Es wird angenommen, dass sich die Verbreitungsgebiete historisch mit der Wüstenbildung verändert haben und vor allem durch die Konkurrenz mit dem Rotfuchs (Vulpes vulpes) sowie durch menschliche Ansiedlungen eingegrenzt werden. So konnte beispielsweise 2007 eine Ausweitung des Vorkommens der Füchse in den Vereinigten Arabischen Emiraten durch die Erstsichtung von Rüppellfüchsen in Al Dhafra im Emirat Abu Dhabi dokumentiert werden. Darüber hinaus meidet der Rüppellfuchs die extrem trockenen Gebiete der Zentralsahara und in Arabien und kommt entsprechend vor allem in den Wüstenausläufern, den Gebirgszügen und in der Nähe von Oasen vermehrt vor. Die jährliche Regenmenge im Verbreitungsgebiet liegt in der Regel bei etwa 100 bis maximal 240 Millimetern pro Jahr, vor allem am nördlichen Rand der Sahara beträgt sie maximal 150 Millimeter pro Jahr. Die Vegetation ist geprägt von sporadisch auftretenden Gräsern und Kräutern, darunter etwa in Saudi-Arabien Fagonia indica, Indigofera spinosa, Panicum turgidum sowie Arten der Gattungen Tribulus und Stipagrostis und in Marokko Hammada scoparia, Panicum turgidum und Fagonia-Arten sowie in Wadis Akazien, Arganbaum, Balanites aepyptica, Maerua crassifolia und Capparis decidua.

## Lebensweise

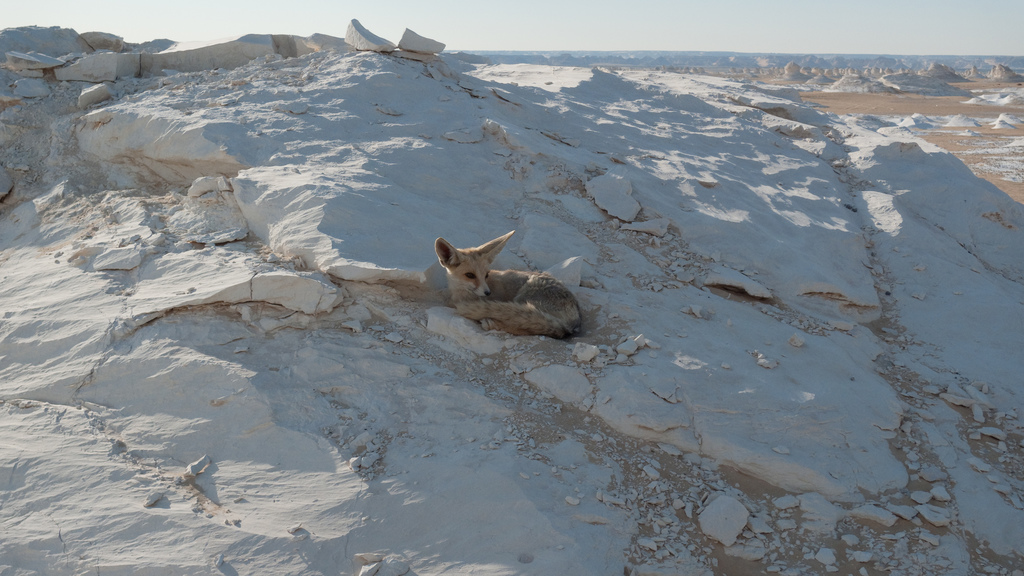
Rüppellfuchs in Ägypten

Lebensräume der Rüppellfüchse sind sandige und steinige Wüstengebiete, die sie meist zur Abenddämmerung oder nachts auf Nahrungssuche durchstöbern, in den Stunden vor dem Sonnenaufgang sind sie inaktiv. Den Tag verbringen sie in der Regel ruhend in ihren unterirdischen Bauen, im Winter sind sie jedoch gelegentlich auch tagaktiv. Dabei nutzen die Tiere zwei unterschiedliche Typen von Bauen, die strikt getrennt werden: den Brutbau und den Ruhebau. Der Brutbau wird nur während der Aufzuchtszeit der Jungtiere gemeinsam von einem Paar genutzt. Die Baue haben einen, seltener bis zu fünf Eingänge und werden von den Weibchen angelegt. Ruhebaue sind dagegen kleiner mit nur einem Eingang und beherbergen nur ein Tier. Sie werden in der Regel häufig gewechselt, im Schnitt etwa alle 4,8 Tage. Die Füchse nutzen dabei häufig bereits vorhandene Baue, etwa vom Ägyptischen Dornschwanz oder von Honigdachsen.
Der Rüppellfuchs kann, genau wie der Fennek, in wasserlosen Gegenden völlig ohne Wasser auskommen und stillt seinen Flüssigkeitsbedarf über die Nahrung. Das dichte Fell, die behaarten Fußsohlen und das während des Winters ausgebildete Unterfell sind Anpassungen an die extremen Temperaturschwankungen im Lebensraum der Tiere. Die Füchse leben während der Aufzuchtszeit paarweise und teilen sich ihr Jagdgebiet, das etwa 50 km2 umfasst. Die Kommunikation der Füchse erfolgt akustisch, mimisch sowie olfaktorisch durch die Markierung mit Urin sowie dem Sekret der Analdrüse. Die akustische Kommunikation kommt vor allem zur Paarungszeit vor und besteht hauptsächlich aus Serien kurzer Beller, die von Pausen von 20 bis 40 Sekunden unterbrochen werden. Hinzu kommen andere Vokalisationen, etwa ein aggressives Zischen, wenn sich die Tiere gestört fühlen, hochfrequente Rufe und Pfiffe.

### Ernährung
Wie andere Füchse ist auch der Rüppellfuchs ein opportunistischer Jäger und ernährt sich vor allem von kleinen bis mittelgroßen Säugetieren und Insekten, aber auch von Vögeln oder pflanzlichem Material. Innerhalb seines Verbreitungsgebietes kann die Zusammensetzung des Beutespektrums entsprechend der vorkommenden und dominierenden Arten variieren. Vor allem in Marokko und anderen Teilen Nordafrikas besteht die Nahrung hauptsächlich aus Insekten, wie Heuschrecken und Käfern. In der Sahara und in Ägypten kommt ein größerer Anteil kleiner Wirbeltiere, wie Nagetiere, Vögel und Eidechsen hinzu. Der Ägyptische Dornschwanz (Uromastyx aegyptia) und die Arabischen Wüstenrenner (Gattung Mesalina) stellen dabei einen großen Teil der erjagten Eidechsen. Daneben erbeutet er jedoch auch andere Beutetiere, wenn er die Gelegenheit dazu hat. So wird er beispielsweise bei einer Untersuchung zerstörter Nester der Echten Karettschildkröte (Eretmochelys imbricata) in Katar gemeinsam mit verwilderten Hauskatzen und Menschen als potenzieller Prädator für die Nester und Eier identifiziert. Aufgrund der physiologischen Eigenschaften ist der Fuchs in der Lage, auch Knochen und Zähne, vor allem Backenzähne, der Beutetiere aufzuschließen und zu verdauen.
Außerdem ernährt sich der Rüppellfuchs, wenn möglich, auch von Früchten, vor allem von Datteln sowie im Bereich der Oasen von Früchten der Doumpalmen. Diese erreichen die Tiere, indem sie aktiv auf die Dattelpalmen klettern. Außerdem fressen sie die Blätter von Sukkulenten sowie Gräser und andere Pflanzenteile. Obwohl sich die Füchse von menschlichen Siedlungen fernhalten, ernähren sie sich regional zu einem geringen Anteil von Früchten und anderen Bestandteilen des Siedlungsmülls, sie nehmen unter Umständen dabei auch unverdauliche Abfälle wie Papier oder Verpackungsfolien auf.

### Fortpflanzung
Das Geschlechterverhältnis der fortpflanzungsfähigen Rüppellfüchse überwiegt leicht zugunsten der männlichen Tiere. So konnten Verhältnisse von weiblichen Tieren zu männlichen von 1 : 1,7 festgestellt werden, und bei Zählungen ägyptischer Museumsexemplare kam man auf ein Verhältnis von 1 : 1,4. Rüppellfüchse bilden monogame Paare, die sich innerhalb eines Jahres finden. Die Weibchen haben nur einmal jährlich einen Eisprung und sind nur dann fortpflanzungsfähig. Bei den Männchen vergrößern sich die Hoden ab Anfang Oktober und bleiben so bis zum Januar. Die Paarungszeit liegt im November, der Paarungsakt dauert durchschnittlich 11 Minuten.
Die Weibchen bereiten die Baue für den Wurf schon vor der Paarungszeit vor. In Saudi-Arabien konnte beobachtet werden, dass sie bereits Mitte Oktober damit beginnen. Die Jungtiere werden, nach einer Tragzeit von durchschnittlich 52 bis 53 Tagen, Mitte Januar geboren. Ein Wurf besteht aus zwei bis sechs Welpen, wobei bei einer Untersuchung in Saudi-Arabien der Durchschnitt bei 3,3 Jungtieren lag und Beobachtungen von Muttertieren mit bis zu sechs Jungtieren vorliegen. Von Tieren in Gefangenschaft ist ein Wurf mit drei Welpen und ein anderer mit zweien bekannt. Wird der Bau gestört, transportieren die Eltern die Jungtiere zu einem neuen Bau.
Die Welpen kommen blind zur Welt und entwickeln ihre Selbstständigkeit nach etwa vier Monaten. Junge Rüppellfüchse haben ein hell-rötliches Fell wie die Welpen des arabischen Rotfuchses; die Fellfarbe verändert sich mit dem Alter und wird zunehmend heller, bei sehr alten Füchsen im Alter über fünf Jahren kann sie fast weiß sein. Die Jungfüchse verlassen den Bau zwischen Juli und August im Alter von sechs bis sieben Monaten, innerhalb des ersten Lebensjahres werden die Tiere geschlechtsreif. Vor allem während der Phase, in der die Tiere den elterlichen Bau verlassen, wird eine hohe Mortalität angenommen.

### Mortalität, Fressfeinde und Parasiten

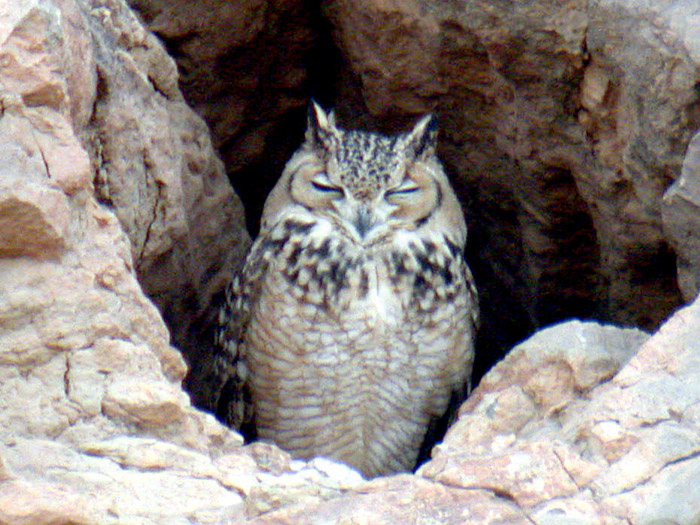
Der Wüstenuhu (Bubo ascalaphus) gehört zu den Beutegreifern, die den Rüppellfuchs erbeuten können.

Die Lebenserwartung der Füchse liegt in Gefangenschaft bei etwa 6,5 bis maximal 12 Jahren, in der Wildnis ist sie mit in der Regel sieben Jahren deutlich niedriger, obwohl Zahnuntersuchungen bei Einzelindividuen auch ein Alter von bis zu neun Jahren belegen. Abhängig vom konkreten Lebensraum und der Jahreszeit sind die Hauptursachen für den Tod von Rüppellfüchsen Beutegreifer oder der Tod durch Verhungern und Entkräftung. Zu den Beutegreifern gehören vor allem Greifvögel wie der Steppenadler (Aquila nipalensis) oder große Eulen wie der Wüstenuhu (Bubo ascalaphus). Ein bereits in einer Käfigfalle gefangenes Tier wurde nachweislich von einem Honigdachs (Mellivora capensis) getötet. Zudem werden die Füchse vom Menschen in Teilen ihres Lebensraumes mit Fallen, vergifteten Ködern und durch Abschießen bejagt.
Wie andere Füchse werden auch Rüppellfüchse von Flöhen und Zecken befallen. Nachgewiesen wurden unter den Flöhen die Arten Caenopsylla laptevi, Coptopsylla joannae, Synosternus pallidus und Xenopsyllar conformis sowie unter den Zecken Arten der Gattungen Haemaphysalis und Rhipicephalus. Bei Untersuchungen in Saudi-Arabien waren 93,6 Prozent aller untersuchten Rüppellfüchse mit Flöhen und Zecken besiedelt, wobei davon 31,5 Prozent nur Flöhe, 30,1 Prozent nur Zecken und 38,4 Prozent beide Arten aufwiesen. Über Endoparasiten wie Band- und Spulwürmer liegen für den Rüppellfuchs keine Daten vor. Der Befall mit dem Einzeller Toxoplasma gondii und einer dadurch tödlich verlaufenden Toxoplasmose konnte für ein in Gefangenschaft gehaltenes Jungtier dokumentiert werden. Unter den Viruserkrankungen ist die Tollwut am weitesten verbreitet, in Saudi-Arabien wurden 35 Prozent aller getesteten Füchse (mehrerer Arten) positiv auf Tollwut getestet. Für Hundestaupeviren, die Caninen Parvoviren sowie Canine Rotaviren liegen zudem Blutserumbefunde für Antikörper vor.

## Evolution und Systematik

### Fossilgeschichte
In Afrika sind Hunde seit dem Miozän bekannt, zu den ältesten Funden der Gattung Vulpes gehören Unter- und Oberkieferfragmente von der Fundstelle Ahl al Oughlam in Marokko, die in das Obere Pliozän vor rund 2,5 Millionen Jahren datieren. Diese werden der im Jahr 2011 neu beschriebenen Art Vulpes hassani zugewiesen, die möglicherweise eine Vorform des Rüppellfuchses darstellt. Darüber hinaus sind Fossilien des Rüppellfuchses nur wenig bekannt. Allerdings stammen Reste einer sehr ähnlichen Form (V. cf rueppelli), die unter anderem ein vorderes Schädelfragment, einen Unterkieferrest und mehrere isolierte Zähne umfassen, von verschiedenen Stätten in Nordwestafrika, so aus Tighenif (auch Ternifine) in Algerien oder Thomas 1 Quarry und Oulad Hamida in Marokko. Sie datieren jeweils in das frühe Mittelpleistozän und sind so zwischen 800.000 und 500.000 Jahre alt. Für das ausgehende Jungpleistozän konnte der Rüppellfuchs an der Fundstätte Ifri n’Ammar im nordmarokkanischen Rif nachgewiesen werden, wo er mit Hinterlassenschaften von Jäger- und Sammlergruppen des Ibéromaurusien vergesellschaftet war.

### Systematik
Die wissenschaftliche Erstbeschreibung des Rüppellfuchses stammt von dem deutschen Naturforscher Heinrich Rudolf Schinz aus dem Jahr 1825, der ihn auf der Basis eines Individuums aus Dunqula im Sudan als Canis rueppellii den Echten Hunden zuordnete. Eduard Rüppell, nach dem der Fuchs benannt wurde, wurde als Naturwissenschaftler und Afrikaforscher bekannt und lebte etwa zur gleichen Zeit wie der Erstbeschreiber Schinz. Philipp Jakob Cretzschmar beschrieb 1826 den Canis famelicus aus der Region Kurdufan und 1921 wurde von Festa der Vulpes cyrenaica aus Libyen beschrieben; beide werden dem Canis rueppellii heute als Synonyme zugeschrieben. Der Rüppellfuchs wird heute gemeinsam mit elf weiteren rezenten Arten in die Gattung Vulpes eingeordnet.
Auf der Basis von morphologischen und molekularbiologischen Daten wurde er von Binninda-Emonds et al. 1999 als Schwesterart des Rotfuchses (Vulpes vulpes) erkannt, beide gemeinsam bilden die Schwestergruppe eines Taxons aus dem Steppenfuchs (V. corsac) und dem Tibetfuchs (V. ferrilata). Auch durch die Untersuchungen von Zrzavý & Řičánková 2004 wurde die nahe Verwandtschaft des Rüppellfuchses mit dem Rotfuchs und dem Steppenfuchs bestätigt, nicht jedoch zum Tibetfuchs, der basal in der Gattung eingeordnet wurde.
Eine nähere Verwandtschaft mit anderen an das Leben in Wüsten angepassten Arten besteht nicht, entsprechend entwickelten sich diese Lebensweisen mehrfach unabhängig in der Gattung Vulpes. Neben dem Rüppellfuchs sind vor allem der Fennek und der Afghanfuchs (Vulpes cana) sowie der in Nordamerika lebende Swiftfuchs (Vulpes velox) und der Kitfuchs (Vulpes macrotis) an das Leben in klimatisch trockenen Gebieten angepasst.
Mit der Nominatform Vulpes rueppellii rueppellii in Ägypten und dem Sudan und mit Vulpes r. caesia, Vulpes r. cyrenaica, Vulpes r. sabaea und Vulpes r. zarudnyi werden nach Wilson & Reeder 2005 sowie Larivière & Seddon 2001 fünf Unterarten unterschieden, während Silleo-Zubiri 2009 mit V.r. somaliae aus Eritrea und Somalia eine weitere Unterart benennt.

| Unterart         | Erstbeschreiber       | Vorkommen                                                  |
| ---------------- | --------------------- | ---------------------------------------------------------- |
| V. r. rueppellii | Schinz, 1825          | Ägypten, Sudan (nubische Wüste)                            |
| V. r. caesia     | Thomas & Hinton, 1921 | Nord-, Westafrika                                          |
| V. r. cyrenaica  | Festa, 1921           | Südwesten Ägyptens, Libyen, äußerster Nordwesten des Sudan |
| V. r. sabaea     | Pocock, 1934          | Arabische Halbinsel, Mittlerer Osten                       |
| V. r. somaliae   | Thomas, 1918          | Eritrea, Äthiopien, Somalia                                |
| V. r. zarudnyi   | Birula, 1913          | Balutschistan (Afghanistan), Iran, Pakistan                |

## Gefährdung und Schutz
Aufgrund des vergleichsweise großen Verbreitungsgebietes in den Wüsten- und Halbwüstengebieten Nordafrikas und der arabischen Halbinsel bis Pakistan stuft die International Union for Conservation of Nature and Natural Resources (IUCN) die Art als „nicht gefährdet“ (Least concern) ein, da eine akute Bedrohung für die Bestände nicht angenommen wird.
Daten für die Bestandszahlen liegen jedoch nur in unzureichendem Maß vor. Entsprechend wurde er sowohl 1998 wie auch noch 2004 aufgrund fehlender Daten keiner Gefährdungskategorie zugeordnet. Auch national ist der Kenntnisstand zu den Beständen des Rüppellfuchses weitgehend unzureichend. Es wird angenommen, dass er in geeigneten Lebensräumen regelmäßig vorkommt, entsprechende Erfassungen liegen jedoch nicht vor. In den Vereinigten Arabischen Emiraten wird der Fuchs aufgrund der seltenen Sichtungen als gefährdet und im Emirat Abu Dhabi sowie im Oman sogar als stark gefährdet eingeschätzt.
Eine potenzielle Bedrohung für den Rüppellfuchs stellt vor allem die aktive Bejagung durch den Menschen mit Hilfe von Fallen und Giftködern dar, wobei die Art weder als Nahrungsquelle noch als Pelzlieferant relevant ist und für diese Zwecke nur selten bejagt wird. Giftköder werden häufig zur Bekämpfung von Rotfüchsen, Schakalen und verwilderten Katzen ausgelegt und versehentlich von Rüppellfüchsen aufgenommen. Stattdessen werden sie regional aufgrund der angenommenen Bedrohung für Haustiere sowie als beliebte Jagdbeute, wie auch die Saharakragentrappe (Chlamydotis undulata), bejagt. In Saudi-Arabien wurde die aktive Bejagung des Fuchses als potenzielle Gefährdung identifiziert, in Marokko werden die Tiere teilweise als Schädling betrachtet und bejagt.
In einigen Gebieten, vor allem in der Negev in Israel, führt die direkte Konkurrenz mit dem Rotfuchs, der sich im Bereich menschlicher Besiedlungen ausbreitet, zu einem Rückzug des Rüppellfuchses und einem Rückgang der Bestandszahlen.

## Belege
1. 1 2 3 4 5 6 7 8 9 10 11 12 13 14 15 16 17 18 19 20 21 22 23 24 25 26 27 28  
Serge Larivière, Philip J. Seddon: Vulpes rueppelli. Mammalian Species 678, S. 1–5. Online-PDF, doi:10.1644/1545-1410(2001)678<0001:VR>2.0.CO;2
2. 1 2  
Eli Geffen: Vulpes cana (Carnivora: Canidae). In: Mammalian Species. Band 462, 1994, S. 1–4 (Volltext [PDF; 525 kB]).
3. 1 2 3 4 5 6 7 8  
Claudio Sillero-Zubiri: Rüppel's Fox Vulpes rueppellii. In: Don E. Wilson, Russell A. Mittermeier (Hrsg.): Handbook of the Mammals of the World. Volume 1: Carnivores. Lynx Edicions, Barcelona 2009; S. 443–444, ISBN 978-84-96553-49-1.
4. ↑  
Alexander S. Graphodatsky, Polina L. Perelman, Natalya V. Sokolovskaya, Violetta R. Beklemisheva, Natalya A. Serdukova, Gauthier Dobigny, Stephen J. O’Brien, Malcolm A. Ferguson-Smith, Fengtang Yang: Phylogenomics of the dog and fox family (Canidae, Carnivora) revealed by chromosome painting. Chromosome Research 16, 2008; S. 129–143. (Abstract).
5. 1 2 3  
James D. Murdoch, Christopher Drew, Ingrid Barcelo Llanes, Christophe Tourenq: Rüppell’s foxes in Al Dhafra, United Arab Emirates. Canid News 10, 2007. (Volltext; PDF; 208 kB).
6. ↑  
Gentile Francesco Ficetola: Impacts of Human Activities and Predators on the Nest Success of the Hawksbill Turtle, Eretmochelys imbricata, in the Arabian Gulf. Chelonian Conservation and Biology 7(2), 2008; S. 255–257. doi:10.2744/CCB-0700.1
7. 1 2 3 4 5  
F. Cuzin, D. M. Lenain: Rüppell’s Fox Vulpes rueppellii (Schinz, 1825). In: Claudio Sillero-Zubiri, Michael Hoffman, David W. MacDonald: Canids: Foxes, Wolves, Jackals and Dogs – 2004 Status Survey and Conservation Action Plan. IUCN/SSC Canid Specialist Group 2004, ISBN 2-8317-0786-2: S. 201–205 Volltext (PDF; 9677 kB).
8. ↑  
An Pas, J. P. Dubey: Toxoplasmosis in Sand Fox (Vulpes rueppelli). Journal of Parasitology 94 (4), 2008; S. 976–977. doi:10.1645/GE-1492.1
9. ↑  
Denis Geraads: A revision of the fossil Canidae (Mammalia) of north-western Africa, in: Palaeontology 54 (2), 2011, S. 429–446.
10. ↑  
Émilie Campmas: Caractérisation de l’occupation des sites de la région de Témara (Maroc) au Pléistocène supérieur et nouvelles données sur la subsistance des hommes du Paléolithique moyen d’Afrique du Nord, Thèse, Université Bordeaux 1, 2012, Tabelle 23.
11. 1 2  
O. R. P. Binninda-Emonds, J. L. Gittleman, A. Purvis: Building large trees by combining phylogenetic information: a complete phylogeny of the extant carnovora (Mammalia). Biological Reviews of the Cambridge Philosophical Society 74, 1999; S. 143–175 (Volltext; PDF; 2660 kB).
12. 1 2  
Don E. Wilson & DeeAnn M. Reeder (Hrsg.): Vulpes rueppelli in Mammal Species of the World. A Taxonomic and Geographic Reference (3rd ed).
13. ↑  
Jan Zrzavý, Věra Řičánková: Phylogeny of Recent Canidae (Mammalia, Carnivora): Relative Reliability and Utility of Morphological and Molecular Datasets. In: Zoologica Scripta Band 33, Nr. 4, Juli 2004, S. 311–333, doi:10.1111/j.0300-3256.2004.00152.x.
14. 1 2 3 4  
Vulpes rueppellii in der Roten Liste gefährdeter Arten der IUCN 2012. Eingestellt von: F. Cuzin u. a., 2008. Abgerufen am 24. März 2013.
15. 1 2  
Peter L. Cunningham: Persecution of Rüppell’s fox in central Saudi Arabia. Canid News 12, 2009. (Volltext; PDF; 598 kB).